# Hồ Froschhaus

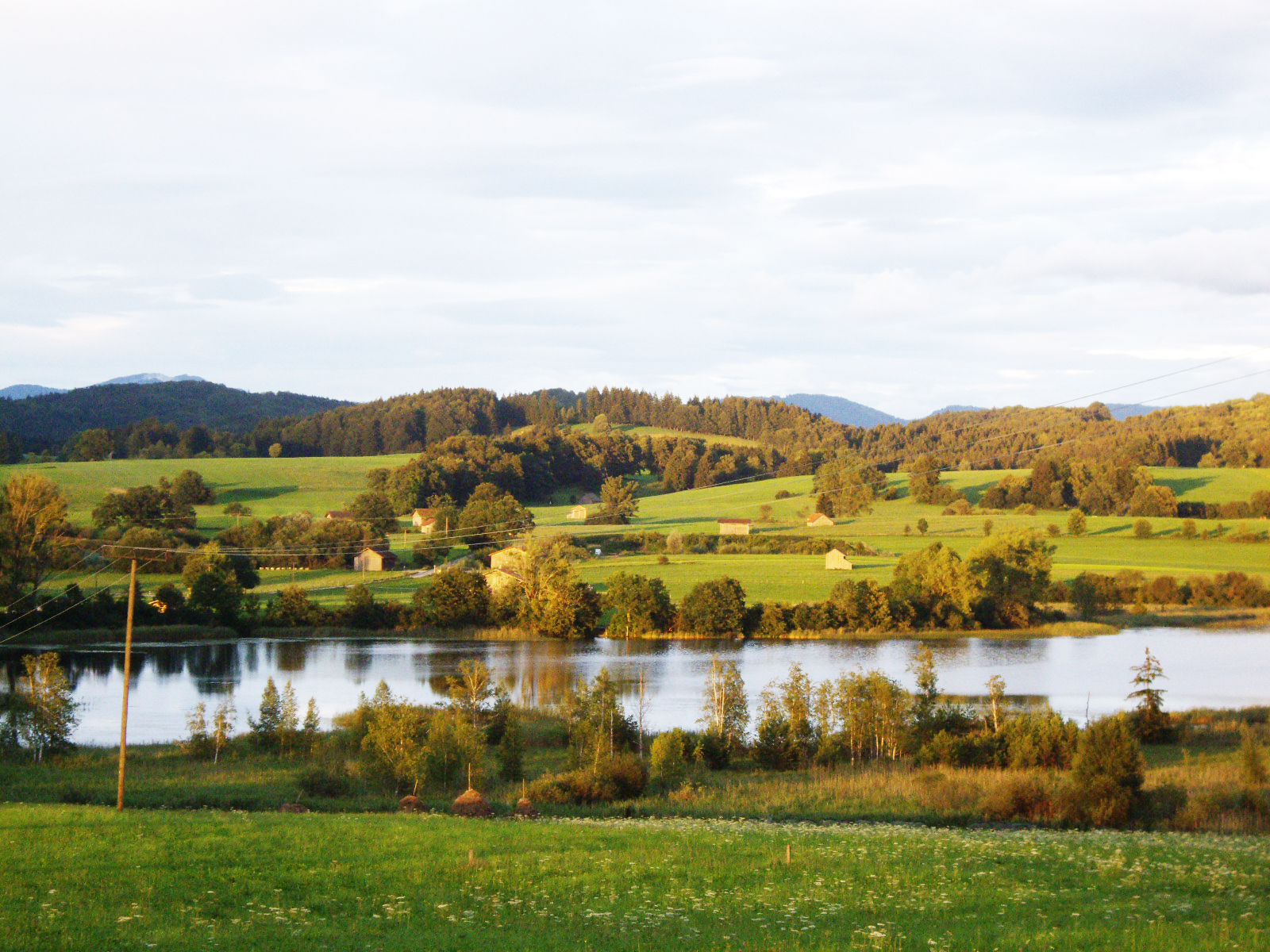
Froschhauser See nhìn về hướng đông

Froschhauser See là một hồ thiên nhiên thuộc xã Murnau am Staffelsee ở làng Froschhausen. Nó là một trong những hồ tắm được ấm nhất nước Đức. Nó chỉ cách hồ lớn hơn gần đó Riegsee 200 m.
Hồ là một khu  vực bảo vệ thiên nhiên 